# Váczi Péter
Váczi Péter (16. század – 17. század) református lelkész; mint Bethlen Gábor erdélyi fejedelem alumnusa 1615-ben Heidelbergben tanult. Visszatérve Erdélybe, Désen szolgált, majd esperes lett.

## Munkái
- Disputatio Theologica De Filii Dei Genuina Naturali Et Essentiali Divinitate, Opposita Erroribus Samosatenianorum, ac Arrianorum huius temporis... Publicae disquisitioni ac censurae subiicit. Ad diem XXX. Sept. 1615. Heidelbergae.
- De Deo et Sancta Trinitate. Resp. 29. April 1615. Uo. 1620. (Pareus, David, Collegium Theologicum II. 1620. 219-220. l.)